# Lichtzeiger

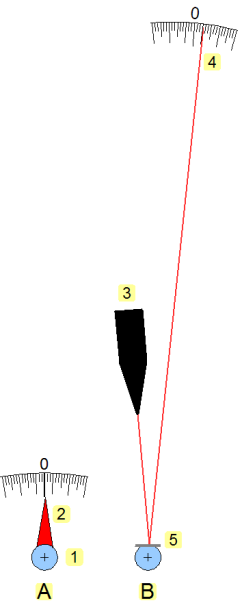
A Messinstrument mit mechanischem Zeiger
1: Zeigerwelle
2: mechanischer Zeiger
----
B Messinstrument mit Lichtzeiger
3: Lichtquelle
4: Lichtzeiger
5: Spiegel

Ein Lichtzeiger ermöglicht einem Messgerät die Anzeige kleinster Messwertänderungen, die mit einem normalen mechanischen Zeiger nicht ohne weiteres darstellbar wären. Statt eines Zeigers ist auf der Welle ein Spiegel befestigt, der einen gebündelten Licht- oder Laserstrahl reflektiert.

Auf einer weit entfernten Skala wird so aufgrund der extrem großen Zeigerlänge und der Verdopplung des Ausschlags durch das Spiegelgesetz (Einfallswinkel = Ausfallswinkel) auch bei kleinen Drehungen der Zeigerwelle ein großer Ausschlag erzielt:
Während – wie auf dem Bild rechts dargestellt – die Auslenkung von 1 Grad mit dem konventionellen Zeiger kaum erkennbar ist, wird auf der weiter entfernten Skala mit dem Lichtzeiger bereits eine deutlich sichtbare Anzeige erzielt. Das Auflösungsvermögen des Messgeräts steigt im gleichen Maß wie der Abstand zwischen Spiegel und Skala.
Ein zusätzlicher Vorteil des Lichtzeigers ist seine vernachlässigbare Masse (nur Welle und Spiegel mit Massekonzentration nahe der Drehachse). Während mit einem langen mechanischen Zeiger aufgrund seiner erheblichen Trägheit schnelle Anzeigewechsel nicht möglich sind, erlaubt die geringe Trägheit des Lichtzeigers auch die Darstellung schneller Vorgänge wie zum Beispiel   die Änderung der Amplitude von Schallwellen (Abtastung einer Schallplatte durch die Nadel).
Ein weiterer Vorteil dieses Anzeigeprinzips besteht in der prinzipiellen Vermeidung eines Parallaxenfehlers im Gegensatz zu mechanischen Zeigern.
Lichtzeiger werden u. a. in Spiegelgalvanometern eingesetzt.
Bei Galvanometer-Scannern lenken bewegte Spiegel einen Laserstrahl ab, um Zeichen oder Figuren zu schreiben (siehe Lasershow, Laserscanning).
Ein ähnliches Prinzip findet sich bei Laserprojektoren und Barcodescannern, hier sorgen sich kontinuierlich drehende prismatisch angeordnete Spiegel dafür, dass der Laserstrahl eine Linie bzw. zeilenweise eine Fläche überstreicht.